# Licuala ferruginoides
Licuala ferruginoides là loài thực vật có hoa thuộc họ Arecaceae. Loài này được Becc. mô tả khoa học đầu tiên năm 1921.